# تكرونة

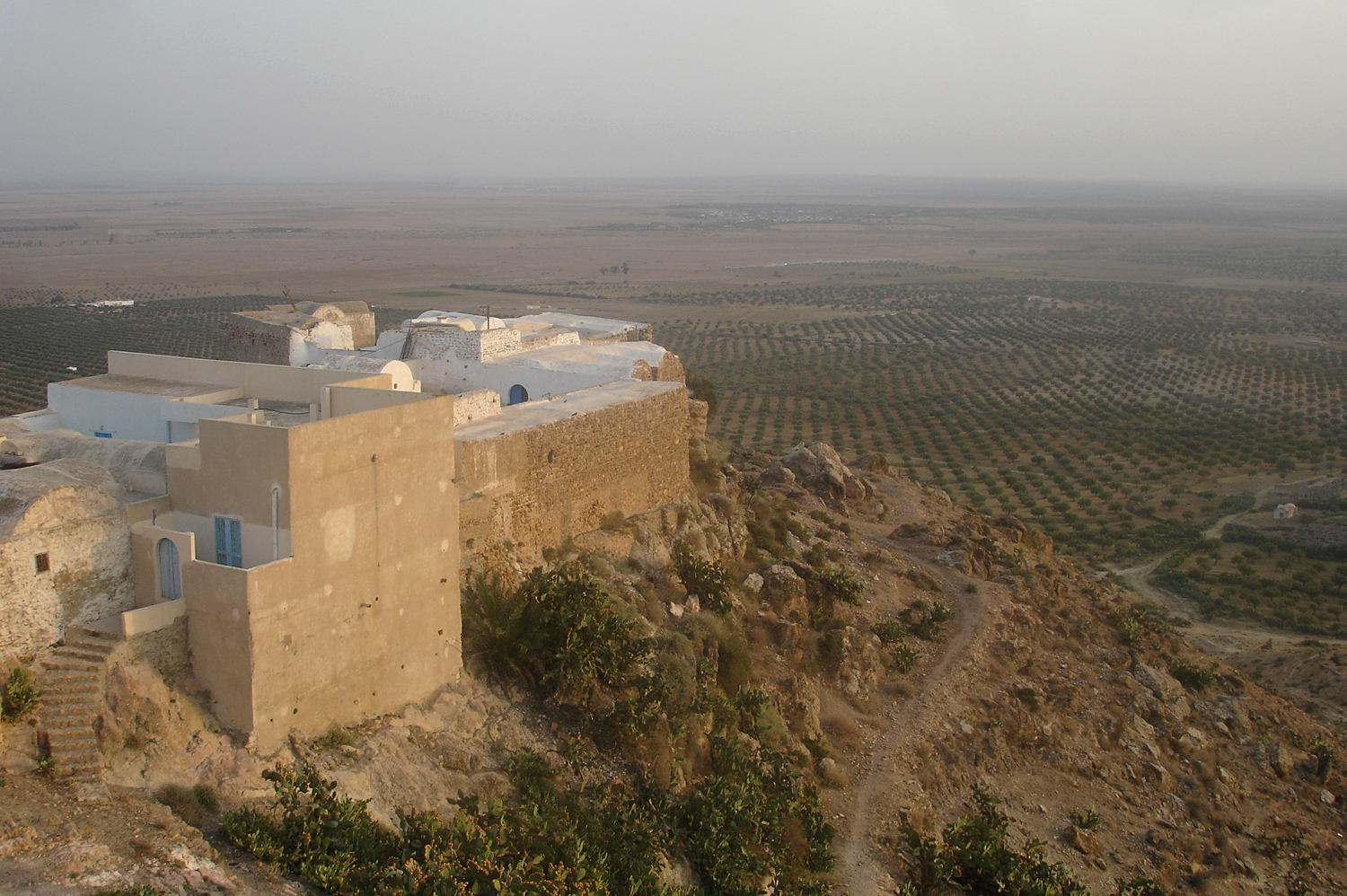
تكرونة

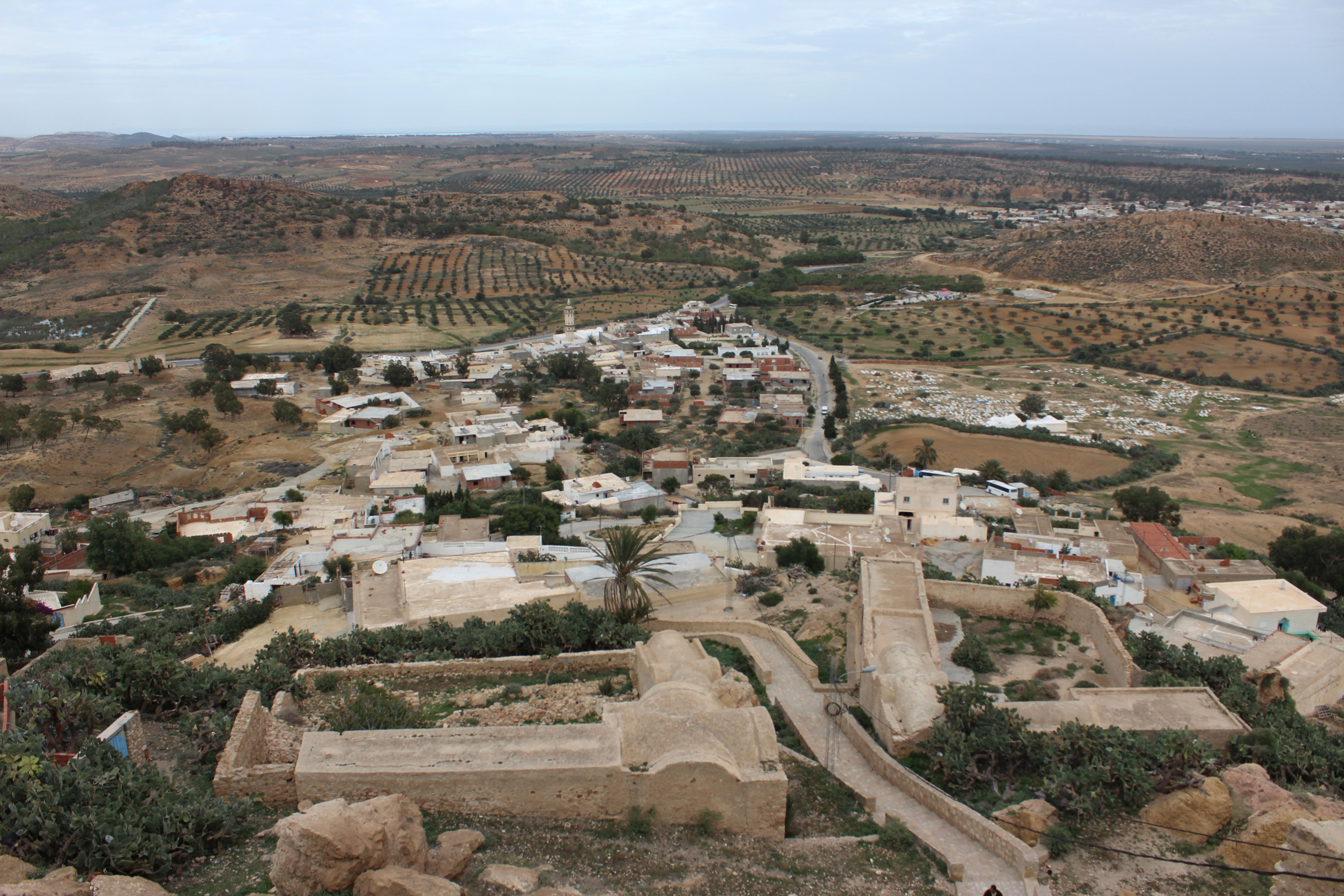
العمران في تكرونة.

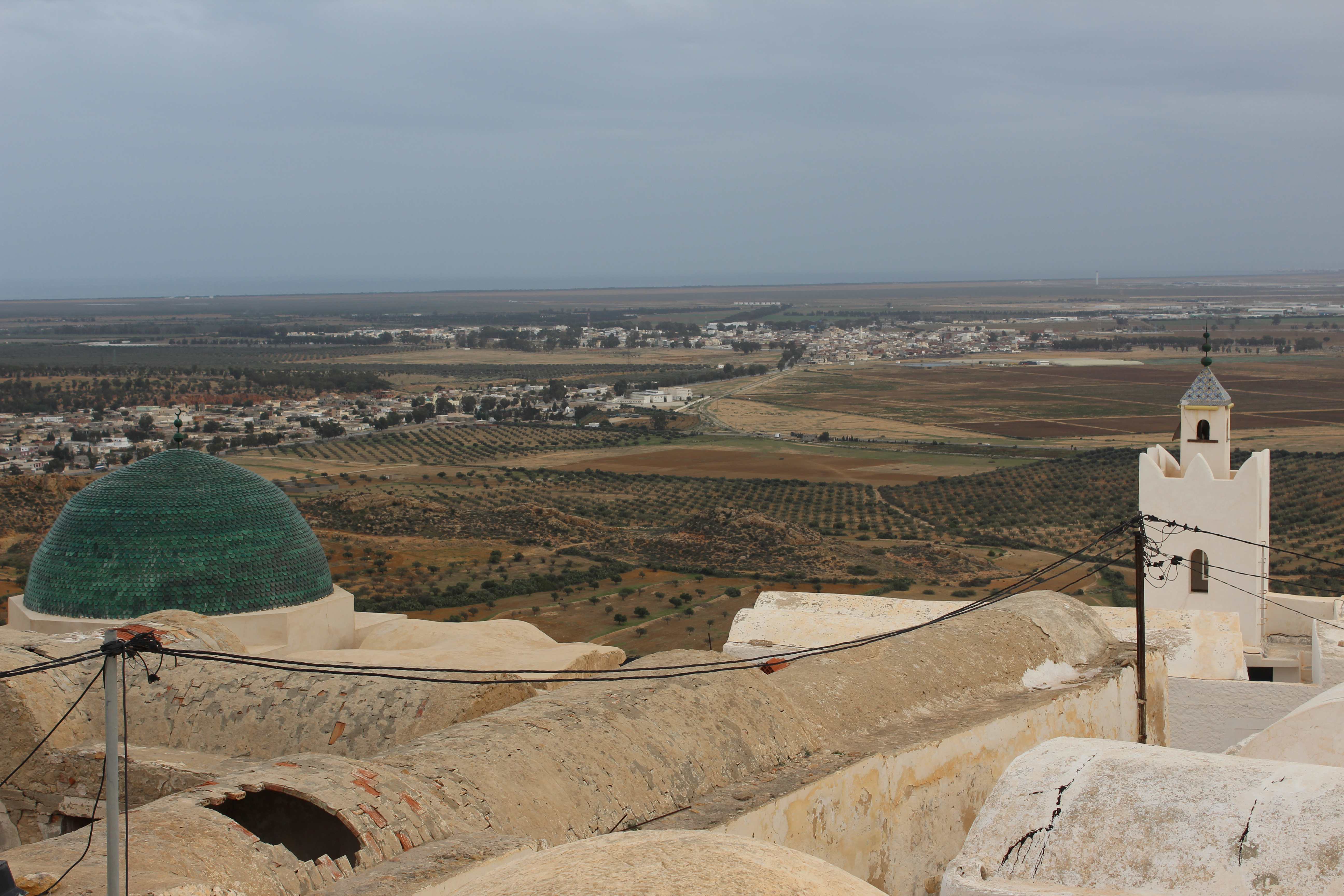
أسطح مباني في تكرونة.

تكرونة هي إحدى البلدات التونسية، تقع في ولاية سوسة غير بعيد عن مدينة النفيضة. وتتموضع على أعلى جبل.
- إحدى القرى البربرية التي احتفظت على طابعها الخاص. وقد زارها الكاتب الفرنسي غي دو موباسان عام 1890.
- من أشهر أبنائها الأديب الطاهر قيقة.

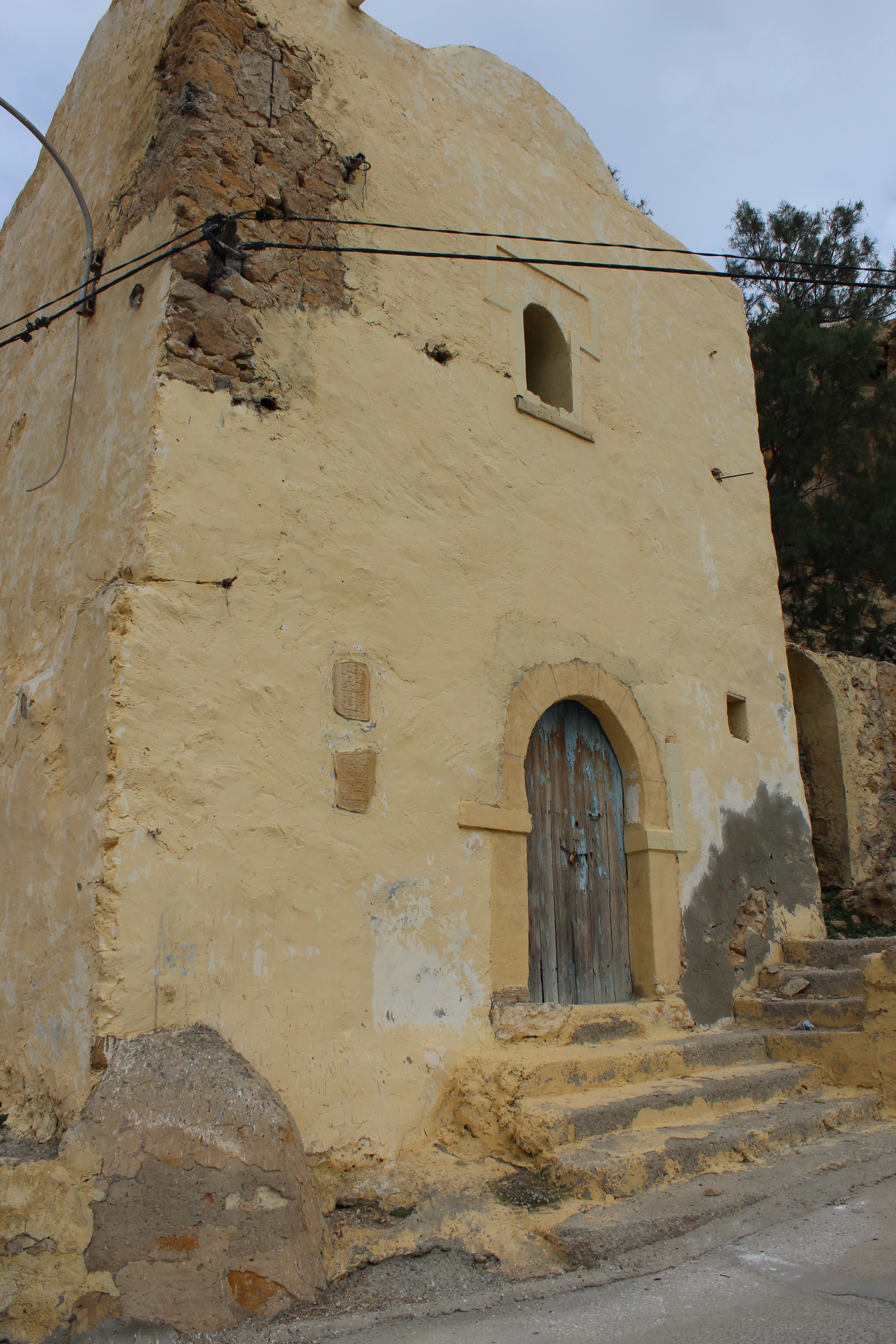
بقايا منزل الطاهر قيقة

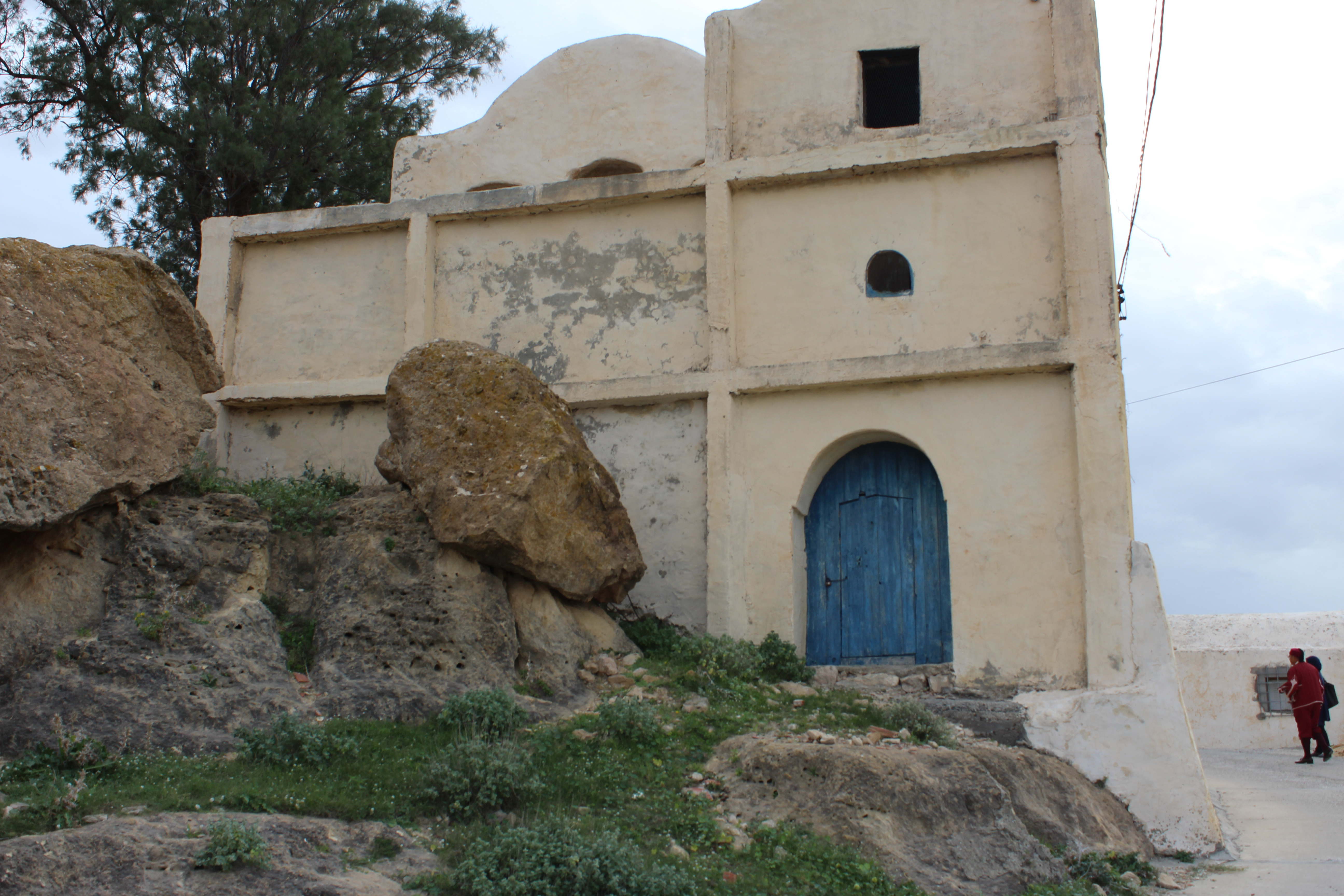
صورة لمنزل عبد الرحمان قيقة و ابنه الطاهر قيقة في تكرونة

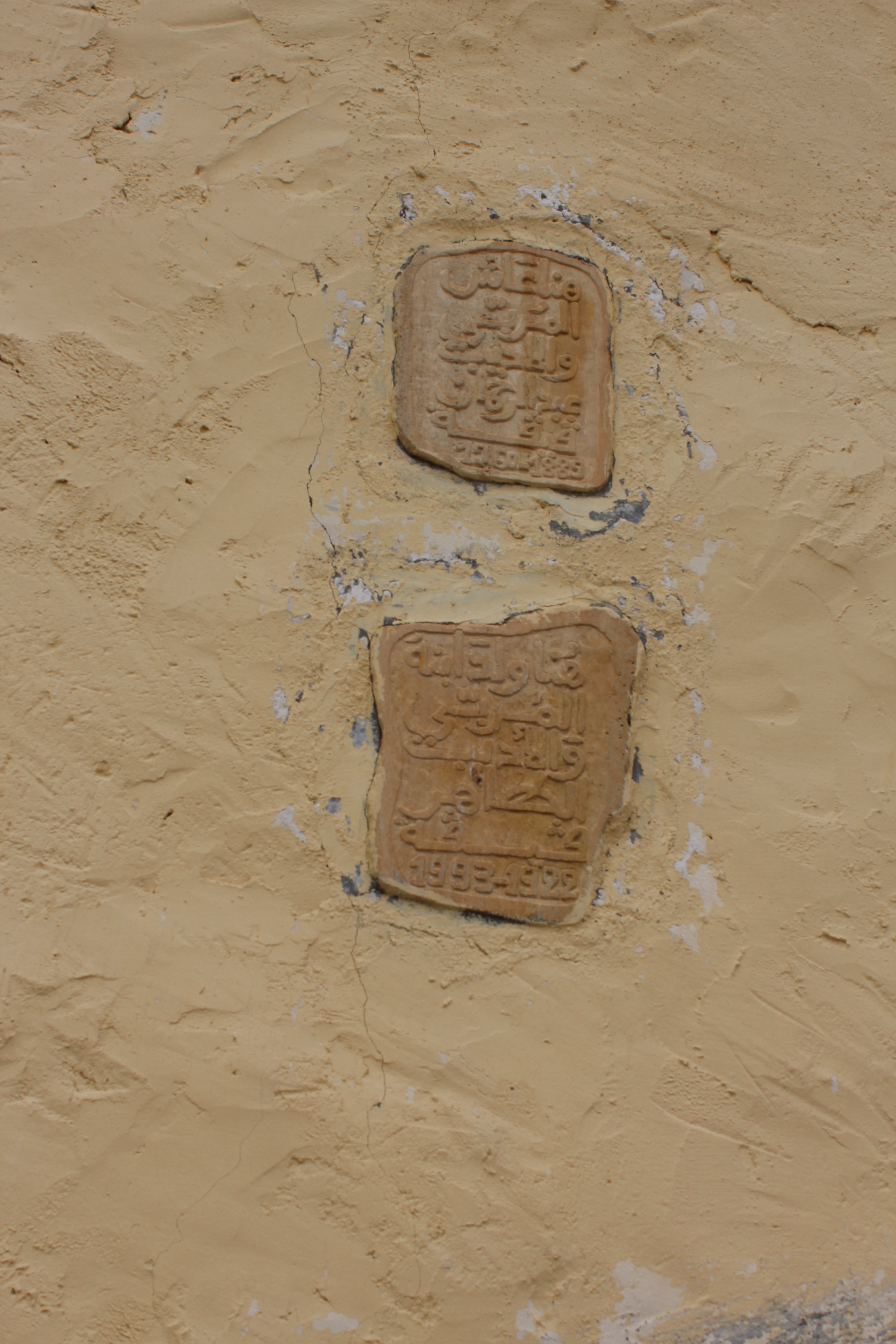
منحوتة من الرخام على حائط منزل عبد الرحمان قيقة وابنه الطاهر قيقة

## أعلام
- الطاهر قيقة